# 鄭和 (正統進士)
鄭和（15世紀—15世紀），字肅雍，福建漳州府龍溪縣人，明朝政治人物。

## 生平
鄭和是正統九年（1444年）的舉人，十三年（1448年）成進士，獲授戶部主事，妥善管理天津糧倉出納；陞郎中，參與編修《英宗實錄》，外任為雲南布政司參議，在當地查察民情，因俗而治，讓當地人歌頌，奉表入京時在旅舍去世。
鄭和個性樸厚，和人言若不出口，自身澹泊如儒生；又孝順繼母，稱人善而隱人惡，人稱長者。